# Clasă de incendiu
Clasele de incendiu reprezintă o formă de clasificare a tipurilor de incendii.

## Clasificare

Simboluri clase de incendiu

- Clasa A: materiale combustibile solide, în general de natură organică, a căror combustie are loc în mod normal cu formare de jar(lemn, hârtie, haine,gunoi, mase plastice care nu se topesc, etc.)
- Clasa B: lichide sau solide lichefiabile inflamabile (benzina, petrol, gaz, vopsele, etc.)
- Clasa C: gaze inflamabile (gaz metan, propan, butan, hidrogen, etc.)
- Clasa D: metale inflamabile (potasiu, sodiu, aluminiu, magneziu, etc.)
- Clasa E: instalații electrice: (întrerupătoare, motoare, transformatoare etc.) - abrogată în România conform O.M.A.I Nr. 138/2015
- Clasa F:  medii de gătit (uleiuri și grăsimi vegetale sau animale) în aparate pentru gătit